# Wereldbeker schaatsen 2008/2009 - Wereldbeker 2 - 1e 500 meter mannen
De derde van 13 wedstrijden voor de wereldbeker schaatsen 500 meter wordt gehouden op 14 november 2008 in Heerenveen.

## Uitslag A-divisie
| rang   | schaatser           | tijd     | punten |
| ------ | ------------------- | -------- | ------ |
| Goud   | Pekka Koskela       | 34,88    | 100    |
| Zilver | Dmitri Lobkov       | 35,16    | 80     |
| Brons  | Yu Fengtong         | 35,18    | 70     |
| 4      | Mika Poutala        | 35,23    | 60     |
| 5      | Lee Kyou-hyuk       | 35,23    | 50     |
| 6      | Keiichiro Nagashima | 35,29    | 45     |
| 7      | Tucker Fredricks    | 35,39    | 40     |
| 8      | Zhang Zhongqi       | 35,40    | 36     |
| 9      | Yuya Oikawa         | 35,47    | 32     |
| 10     | Mo Tae-Bum          | 35,48(0) | 28     |
| 11     | Shani Davis         | 35,48(2) | 24     |
| 12     | Lee Kang-seok       | 35,48(8) | 21     |
| 13     | Jan Smeekens        | 35,50    | 18     |
| 14     | Vincent Labrie      | 35,52    | 16     |
| 15     | Stefan Groothuis    | 35,54    | 14     |
| 16     | Weijing An          | 35,71    | 12     |
| 17     | Beorn Nijenhuis     | 35,78    | 10     |
| 18     | Hiroyasu Shimizu    | 35,94    | 8      |
| 19     | Joji Kato           | 1.09,92  | 6      |
| 20     | Mark Tuitert        | DQ       | 0      |

## Loting
| rit | binnenbaan          | buitenbaan       |
| --- | ------------------- | ---------------- |
| 1   | Mo Tae-Bum          | Shani Davis      |
| 2   | Hiroyasu Shimizu    | Beorn Nijenhuis  |
| 3   | Jan Smeekens        | Stefan Groothuis |
| 4   | Mark Tuitert        | Yuya Oikawa      |
| 5   | Zhang Zhongqi       | Weijing An       |
| 6   | Tucker Fredricks    | Vincent Labrie   |
| 7   | Dmitri Lobkov       | Lee Kang-seok    |
| 8   | Lee Kyou-hyuk       | Joji Kato        |
| 9   | Yu Fengtong         | Mika Poutala     |
| 10  | Keiichiro Nagashima | Pekka Koskela    |

## Top 10 B-divisie
| rang | schaatser         | tijd  | punten |
| ---- | ----------------- | ----- | ------ |
| 1    | Simon Kuipers     | 35,46 | 25     |
| 2    | Lee Ki-Ho         | 35,73 | 19     |
| 3    | Pasi Koskela      | 35,96 | 15     |
| 4    | Nico Ihle         | 36,13 | 11     |
| 5    | Muncef Ouardi     | 36,14 | 8      |
| 6    | Chris Needham     | 36,16 | 6      |
| 7    | Frank Steiner     | 36,19 | 4      |
| 8    | Tuomas Nieminen   | 36,20 | 2      |
| 9    | Brent Aussprung   | 36,25 | 1      |
| 10   | Matthias Schwierz | 36,37 | 0      |